# Картер-Лейк (Айова)
Картер-Лейк (англ. Carter Lake) — місто (англ. city) в США, в окрузі Поттаваттамі штату Айова. Населення — 3791 особа (2020).

## Географія
Картер-Лейк розташований за координатами 41°17′19″ пн. ш. 95°55′1″ зх. д. / 41.28861° пн. ш. 95.91694° зх. д. (41.288533, -95.916872).  За даними Бюро перепису населення США в 2010 році місто мало площу 5,23 км², з яких 4,84 км² — суходіл та 0,39 км² — водойми.

## Демографія
Згідно з переписом 2010 року, у місті мешкало 3785 осіб у 1388 домогосподарствах у складі 997 родин. Густота населення становила 724 особи/км².  Було 1481 помешкання (283/км²).
Расовий склад населення:
| - 90,3 % — білих - 1,0 % — чорних або афроамериканців - 0,8 % — корінних американців - 0,5 % — азіатів - 5,8 % — осіб інших рас |

До двох чи більше рас належало 1,6 %. Частка іспаномовних становила 11,5 % від усіх жителів.
За віковим діапазоном населення розподілялося таким чином: 28,3 % — особи молодші 18 років, 58,9 % — особи у віці 18—64 років, 12,8 % — особи у віці 65 років та старші. Медіана віку мешканця становила 36,1 року. На 100 осіб жіночої статі у місті припадало 97,7 чоловіків;  на 100 жінок у віці від 18 років та старших — 93,7 чоловіків також старших 18 років.
Середній дохід на одне домашнє господарство  становив 69 379 доларів США (медіана — 48 333), а середній дохід на одну сім'ю — 77 929 доларів (медіана — 60 486). Медіана доходів становила 46 017 доларів для чоловіків та 30 867 доларів для жінок. За межею бідності перебувало 13,6 % осіб, у тому числі 25,5 % дітей у віці до 18 років та 13,0 % осіб у віці 65 років та старших.
Цивільне працевлаштоване населення становило 1866 осіб. Основні галузі зайнятості: освіта, охорона здоров'я та соціальна допомога — 16,7 %, мистецтво, розваги та відпочинок — 13,9 %, фінанси, страхування та нерухомість — 13,8 %.